# Ерлінг Кнудтсон
Ерлінг Кнудтсон (норв. Erling Knudtzon, нар. 15 грудня 1988, Осло, Норвегія) — норвезький футболіст, півзахисник клубу «Молде».
Захищав кольори молодіжної збірної Норвегії з футболу.

## Клубна кар'єра

### Початок кар'єри
Першим клубом Кнудтсона був Уллерн. У 2007 році футболіст приєднався до столичного клубу «Люн», який на той момент грав у Тіппелізі. І у квітні того року відбувся дебют Кнудтсона в елітному дивізіоні чемпіонату Норвегії.

### «Ліллестрем»
У 2010 році Кнудтсон підписав трирічний контракт з іншим клубом Тіппеліги «Ліллестрем». Півзахисник став гравцем основи «чорно-жовтих», допомігши клубу виграти Кубок країни і зіграв у Лізі Європи. Провівши у клубі дев'ять сезонів Кнудтсон провів понад двісті матчів.

### «Молде»
1 січня 2019 Кнудтсон уклав трирічний контракт з клубом «Молде». 22 квітня 2019 року футболіст забив свій перший гол у новій команді. Сталося це у грі проти колишнього клубу футболіста — «Ліллестрема». Також ця гра стала трьохсотою в кар'єрі Кнудтсона, зіграною у найвищому дивізіоні чемпіонату Норвегії.

## Збірна
Як гравець «Люна» Ерлінг Кнудтсон викликався до лав молодіжної збірної Норвегії. В період з 2007 по 2010 роки футболіст провів за «молодіжку» 12 матчів.

## Досягнення
- Чемпіон Норвегії (2):

«Молде»: 2019, 2022
- Володар Кубка Норвегії (3):

«Ліллестрем»: 2017
«Молде»: 2021-22, 2023